# Baeoencyrtus
Baeoencyrtus is een geslacht van vliesvleugeligen uit de familie Encyrtidae. De wetenschappelijke naam van dit geslacht is voor het eerst geldig gepubliceerd in 1964 door De Santis.

## Soorten
Het geslacht Baeoencyrtus is monotypisch en omvat slechts de volgende soort:
- Baeoencyrtus platys De Santis, 1964